# Bertrand Gbongou Liango
Bertrand Gbongou Liango (* 2. April 1982) ist ein zentralafrikanischer Taekwondoin.

## Karriere
Gbongou Liango gewann bei den Afrikaspielen 2003 in Abuja im Federgewicht nach einem Finalsieg gegen Gibril Jatta die Goldmedaille. Er war der erste Taekwondoin seines Landes, der bei den Olympischen Sommerspielen antrat. Bei den Olympischen Sommerspielen 2004 in Athen nahm er im Federgewicht teil. Er kam auf Platz elf. Im Kampf gegen Tuncay Çalışkan aus Österreich verlor er das Bewusstsein und musste mit Mund-zu-Mund-Beatmung am Leben erhalten werden, bevor er mit einem Schädel-Hirn-Trauma in ein Krankenhaus eingeliefert werden konnte. Er hatte in dem Kampf mit 4:1 vorn gelegen.